# Ungga
Ungga is een bestuurslaag in het regentschap Centraal-Lombok van de provincie West-Nusa Tenggara, Indonesië. Ungga telt 6167 inwoners (volkstelling 2010).